# ドナ・ストリックランド
ドナ・ストリックランド（Donna Strickland, 1959年5月27日-）は、カナダの光学研究者で、ウォータールー大学の教授。2018年10月、アーサー・アシュキン、ジェラール・ムルと共にノーベル物理学賞を授賞した。
なお、女性研究者へのノーベル物理学賞の授与は1903年のマリ・キュリー、1963年のマリア・ゲッパート＝メイヤーに続き3人目である。また同賞を受賞した女性は、55年ぶりになる。フランスのジェラール・ムルとともに、超短パルスレーザーの出力を飛躍的に高める手法であるチャープパルス増幅法を開発したことが評価された。

## 経歴
カナダのオンタリオ州ゲルフにて生まれる。母エディスは、英語の教師、父ロイド・ストリックランドは、電気技師だった。大学は、特に興味のあった電気光学を学ぶことのできるマックマスター大学へ進学した。大学では25人クラスに女子は3人だけだった。1981年に物理工学の分野で工学の学士号を取得し、大学を卒業した。
ストリックランドはロチェスター大学のレーザーエネルギー研究所で博士課程の研究を行い、1989年に博士号を取得した。ジェラール・ムルが指導教員で、博士論文の題目は"Development of an ultra-bright laser and an application to multi-photon ionization"だった。1985年、ロチェスターにいた間に、ムルとストリックランドはチャープパルス増幅法を開発したが、これは非常に高出力で超短パルス光を発生させるものであり、この業績でのちにふたりはノーベル物理学賞を受賞した。
1988年から1991年まで、ストリックランドはカナダ国立研究機関のリサーチアソシエイトをつとめ、そこでは超高速現象部門のポール・コーカムのもとで研究していたが、この部門は当時世界で最も強力な短パルスレーザー装置を持っていることで知られていた。1991年から1992年まではローレンス・リバモア国立研究所のレーザー部門で働き、1992年にプリンストン大学フォトニクス・光電子材料先端技術センターの技術スタッフとなった。ウォータールー大学には1997年に助教授として就職した。ノーベル賞受賞時点では准教授で、非線形光学研究のための高強度レーザーシステムを発展させる超高速レーザー研究グループを指導していた。自らのことは「レーザージョック（体育会系）」と称しており、その理由として、実験物理学者は手を動かすのが重要だと述べている。教授に昇進していない理由は、教授になるための申請事務を煩わしく感じて避けていたためであると本人が述べている。

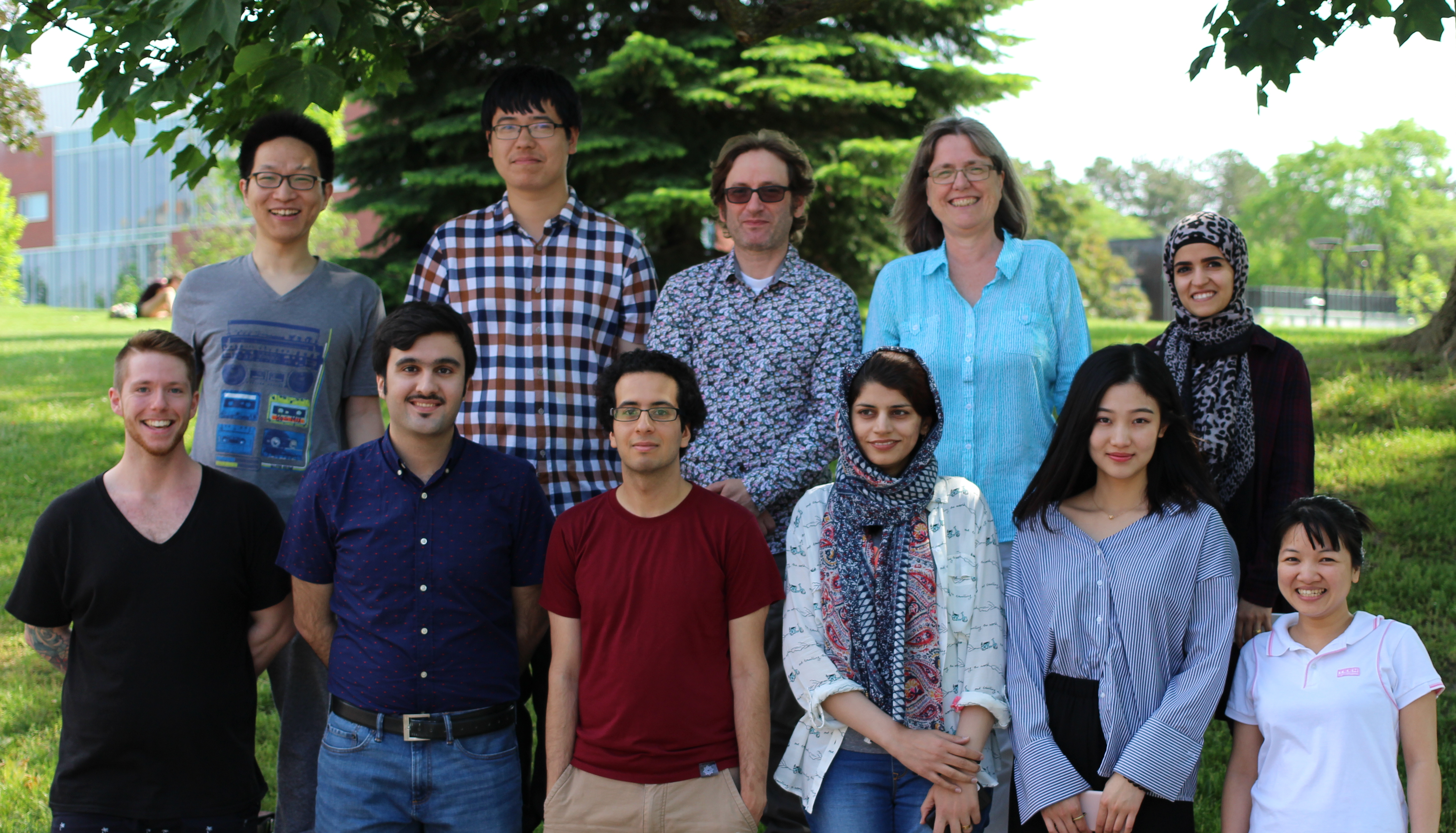
ストリックランドとウォータールー大学の研究チーム(2017年)

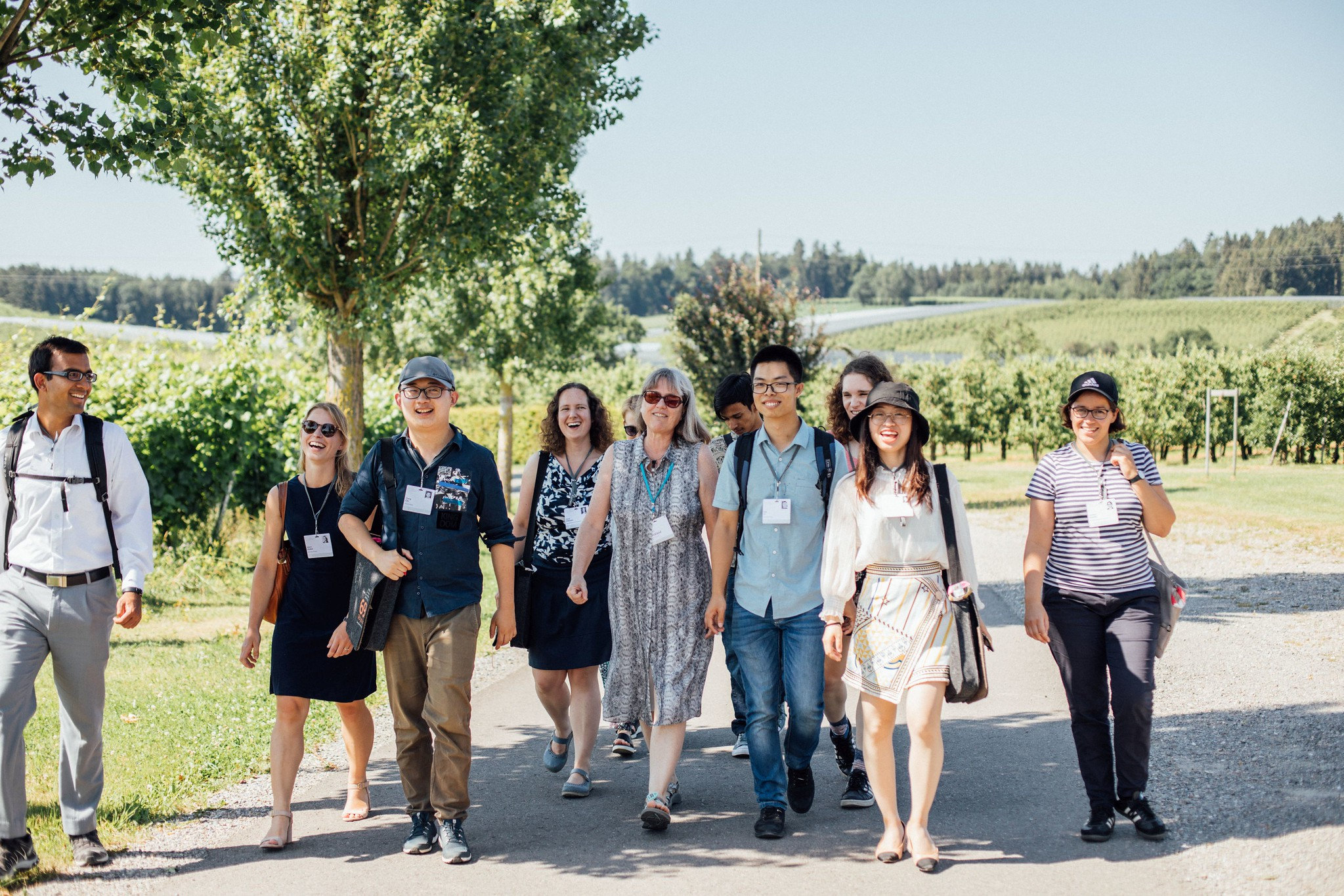
第69回リンダウ・ノーベル賞受賞者会議に参加するストリックランドと学生たち(2019年)

ストリックランドは、多周波ラマン発生による超短パルス発生や、中赤外領域での二色ファイバーレーザーシステム、水晶体における自己収束などの研究をしている。
ストリックランドは2008年に光学会フェローとなった後、2011年に副会長、2013年に会長になり、さらに2004年から2010年まで雑誌Optics Lettersの編集委員をつとめた。光学会会長顧問委員会議長もつとめている。2020年王立協会フェロー選出。

## ノーベル賞
2018年10月2日、ストリックランドは博士課程の指導教員だったジェラール・ムルとともにチャープパルス増幅法研究の業績でノーベル物理学賞を受賞した。1985年、ストリックランドがまだムルの指導を受けている大学院生だった時に共著で刊行した"Compression of amplified chirped optical pulses"は画期的業績であると見なされている。ストリックランドはこの論文著者にスティーヴ・ウィリアムソンの名前も入れようとしたが、ウィリアムソンは「十分かかわっていなかった」という理由で自分の名前を外した。ロチェスター大学のレーザーエネルギー研究所で開発されたチャープパルス増幅法のおかげで、光ビームの高強度超短パルス研究が発展した。ストリックランドらの研究のおかげで高出力のレーザー光を非常に正確にコントロールして扱えるようになったため、この技術はレーザーマイクロマシニング、レーザー手術、医学、基礎研究などの分野で応用されている。一例としては、レーザーを用いた視力矯正手術などがあげられる。ストリックランドは、開発時にこれが技術革新になると気付いたと述べている。ベル研究所を退職したアメリカの物理学者であるアーサー・アシュキンは光ピンセット技術の開発により、同時にノーベル賞を受賞した。
女性のノーベル物理学賞受賞者は55年ぶりであり、また1903年のマリ・キュリー、1963年のマリア・ゲッパート＝メイヤーに次いでストリックランドは史上3人目の女性受賞者である。

## 受賞
- 1998 – アルフレッド・P・スローンリサーチフェローシップ[21]
- 1999 – プレミアズ・リサーチ・エクセレンス賞[8]
- 2000 – コットレル・スカラーズ賞(リサーチ・コーポレーション)[22]
- 2008 – アメリカ光学会フェロー選出[8][10][23]
- 2018 – ノーベル物理学賞(ジェラール・ムル、アーサー・アシュキンと)[24]

## 主要論文
- Strickland, Donna; Mourou, Gerard (1985). “Compression of amplified chirped optical pulses”. Optics Communications 56 (3):  219–221. doi:10.1016/0030-4018(85)90120-8. ISSN 00304018.
- Maine, P.; Strickland, D.; Bado, P.; Pessot, M.; Mourou, G. (1988). “Generation of ultrahigh peak power pulses by chirped pulse amplification”. IEEE Journal of Quantum Electronics 24 (2):  398–403. doi:10.1109/3.137. ISSN 0018-9197.
- Strickland, D.; Corkum, P.B. (1994). “Resistance of short pulses to self-focusing”. Journal of the Optical Society of America B 11 (3):  492–497. doi:10.1364/JOSAB.11.000492.